# معجم الجيم (كتاب)
معجم الجيم هو معجم مقسّم إلى أبواب، مرتبة على الحروف الهجائيّة، يختص كل باب بحرف بدءًا من الهمزة وانتهاء بالياء (الترتيب الهجائي الشائع). وقد حيرت هذه التسمية كثيرًا من العلماء؛ إذ يتبادر إلى الذهن أنه يبدأ بالجيم قياسًا على كتاب العين ولم يتوصل أحد إلى سبب هذه التسمية. وهو المعجم الثاني من معاجم الألفاظ بعد كتاب العين، وقد طبع بتحقيق الأستاذ إبراهيم الإبياري وآخرين، في أربعة مجلدات في الهيئة العامة لشؤون المطابع الأميرية، القاهرة، 1395هـ 1975م، وهو من أعمال مجمع اللغة العربية بالقاهرة

## المؤلف
إسحاق بن مرار الشيباني بالولاء، أبو عمرو: لغوي أديب، من رمادة الكوفة. سكن بغداد ومات بها. أصله من الموالي. جاور بني شيبان وأدب بعض أولادهم فنسب إليهم. وجمع أشعار نيف وثمانين قبيلة من العرب ودونها، وكان كلما عمل منها قبيلة أخرجها إلى الناس في (مجلد) وجعلها في مسجد الكوفة.
وأخذ عنه جماعة كبار منهم أحمد بن حنبل: كان يلزم مجالسه ويكتب أماليه. ومن تصانيفه (كتاب اللغات) و (كتاب الخيل) و (النوادر) المعروف ب (كتاب الجيم - خ) في الاسكوريال [ثم طُبع]، و (غريب الحديث).